# 藤原春継
藤原 春継（ふじわら の はるつぐ）は平安時代初期の貴族。藤原南家、右中弁・藤原黒麻呂の子。官位は従五位上・常陸介。

## 経歴
弘仁14年（823年）淳和天皇の即位に伴って従六位上から三階昇進して従五位下に叙爵。天長4年（827年）には従五位上に叙される。また、時期は明らかでないが中務大輔や常陸介を務めた。
常陸大目坂上盛の女をめとって、父黒麻呂とともに開発した藻原荘に住み生涯を終え、同荘に埋葬された。
春継は、墓所として保全するため藻原荘を興福寺に施入するよう遺言していたが、子の良尚が急死したため、寛平2年（890年）に孫の菅根等が興福寺に施入した。

## 官歴
注記のないものは『日本後紀』による。
- 時期不詳：従六位上
- 弘仁14年（823年）4月27日：従五位下（越階）
- 天長4年（827年）正月21日：従五位上
- 時期不詳：中務大輔[2]。常陸介[3]

## 系譜
『尊卑分脈』による。
- 父：藤原黒麻呂
- 母：縣犬養氏
- 妻：坂上盛の娘（?-860）
  - 男子：藤原良尚（818-877）
- 生母不詳の子女
  - 男子：藤原広基
  - 男子：藤原真宗